# Râul Camenca, Nistru
Camenca este un râu din nord-estul Republicii Moldova, afluent de stânga al râului Nistru. Izvorăște în Ucraina, în apropiere de satul Holubece la altitudinea de 260 m. Curge spre sud-vest și debușează în Nistru, lângă orașul Camenca. În cursul inferior valea se îngustează brusc având caracter de defileu. Alimentația râului este mixtă.